# 第126師団 (日本軍)
第126師団（だいひゃくにじゅうろくしだん）は、大日本帝国陸軍の師団の一つ。

## 沿革
太平洋戦争末期、多くの師団が満洲から南方などに転用されたことに伴い、満洲防衛強化を目的として1945年（昭和20年）1月16日に軍令陸甲下令により、第121・第122・第123・第124・第125・第126・第127・第128師団の8個師団の編成が発令された。 
第126師団は、第3国境守備隊（半截河要塞）・第12国境守備隊（廟嶺要塞）の主力と、第25師団・騎兵第3旅団・第11国境守備隊（観月台要塞）の差出人員を基幹に、1945年3月10日に満洲東安省で編成され、第5軍に編入された。その担当は満洲東部の中心都市である牡丹江正面の国境警備であった。当初は砲兵連隊の代わりに小型の師団砲兵隊を有する編制で定員約12500人だったが、7月の改編で師団砲兵隊を野砲兵第126連隊に強化するとともに師団挺進大隊を新設し、定員約15000人となった。さらに、第25師団が転用された際には病兵を中心とした残留者を引き継ぎ、兵力19000人の過充足状態で日ソ開戦を迎えた。
人員は豊富でも装備が不足しており、師団砲兵は旧式の改造三八式野砲・10センチ榴弾砲に代用の迫撃砲まで合わせても実戦投入できたのは21門だった。歩兵砲も不足で、本来の歩兵連隊であれば連隊砲中隊（4門）・速射砲中隊（4門）を有するところ、半数の砲しか持たない歩兵砲中隊（連隊砲・速射砲各2門）となっていた。機関銃以下や弾薬などの不足、人員の練度の低さも総合すると、常備師団である第12師団と比べ20%程度の戦力と見積もられていた。
1945年8月9日、ソ連対日参戦に際しては、国境から60kmの地点に主力を布陣させ、一部を国境付近に配置していた。ソ連軍第1極東戦線の奇襲攻撃を受け、国境付近の前衛部隊はほぼ独力で、圧倒的に優勢な第1極東戦線の第1赤旗軍（6個歩兵師団・3個戦車旅団基幹）を迎え撃つことになった。前衛拠点は全滅するまで戦い、師団主力の掖河集結・第135師団の林口転進・満蒙開拓団などの避難を援護した。12日に移動中の野砲兵第126連隊残留隊が交戦した際、後を追って避難中の民間人も戦闘に巻き込まれて全滅している（麻山事件）。転進師団主力は独立速射砲第31大隊第2中隊・野戦重砲兵第20連隊第3中隊・工兵第18連隊の2個中隊等の配属を受け、第135師団とともに牡丹江前面の掖河付近に防衛線を展開した。14日からソ連軍の本格攻撃を受け、重装備のほとんどを失いながらも16日までソ連軍を阻止し、牡丹江市街の在留邦人の脱出を助けた。ソ連軍は牡丹江の短期攻略を断念し、その主力は市の南側を迂回して進撃している。第126師団は、15日夜からの第5軍転進に従い、8月17日には牡丹江北西の横道河子まで退却し、その地で停戦命令を受けた。18日中に武装解除を終わった。
生き残った将兵はシベリア抑留を受けた。戦死者及びシベリア抑留による死者を合わせると、4000人程度が死亡したと推定される。

## 師団概要

### 歴代師団長
- （心得）野溝弐彦 少将：1945年（昭和20年）1月20日 - 1945年3月1日[9]
- 野溝弐彦 中将：1945年（昭和20年）3月1日 - 終戦[9]

### 参謀長
- 田中正司 中佐：1945年（昭和20年）1月25日 - 終戦[10]

### 最終司令部構成
- 参謀長：田中正司大佐
  - 参謀：萩野重幸中佐

### 最終所属部隊
- 歩兵第277連隊（都城）：山本義雄大佐
- 歩兵第278連隊（熊本）：山中肇大佐
- 歩兵第279連隊（鹿児島）：菊池永雄大佐
- 野砲兵第126連隊
- 第126師団挺進大隊
- 第126師団通信隊
- 第126師団工兵隊
- 第126師団輜重隊